# 小行星5908
小行星5908（5908 Aichi）是一颗绕太阳运转的小行星，为主小行星带小行星。该小行星于1989年10月20日发现。

## 轨道参数
小行星5908的轨道半长轴为2.2542907 UA，离心率为0.176。